# Robert Sténuit
Robert Sténuit (* 16. Juli 1933 in Brüssel; † 9. Dezember 2024) war ein belgischer Autor, Taucher und Unterwasserarchäologe.

## Leben
Sténuit verfasste als Autor mehrere Bücher über seine Entdeckungen in der Unterwasserarchäologie. Im September 1962 nahm er als Taucher am Projekt Man in Sea, einer Unterwasserstation, von Edwin Link teil. 1967 war er an der Entdeckung des spanischen Schiffswracks Girona, das zur Spanischen Armada gehörte, beteiligt. 1975 war er als Taucher an der Lokalisierung des niederländischen Handelsschiffes Slot ter Hoog beteiligt, das 1724 vor der Insel Madeira sank. 1977 entdeckte er als Taucher das Schiffswrack Witte Leeuw, das als niederländisches Handelsschiff Gewürze und Mingporzellan geladen hatte.

## Werke (Auswahl)
- Ces mondes secrets où j’ai plongé – Robert Laffont
- L’or noir sous les flots bleus – Dargaud
- Histoire des pieds lourds – Musée du scaphandre
- Les épaves de l’or – Gallimard
- Dauphin mon cousin – Le Livre de poche
- La plongée sous-marine, vacances chez Neptune – Dargaud
- Le livre des trésors perdus – Famot
- Les trésors de l’Armada – Albin Michel
- Les jours les plus profonds – Plon
- L’or à la tonne: l’exploitation des trésors engloutis – Glénat
- La flûte engloutie – Plon
- Merveilleux monde souterrain – Librairie Hachette